# 蓝渡桥
29°47′20″N 118°06′48″E / 29.78889°N 118.11333°E
蓝渡桥位于中国安徽省黄山市休宁县蓝渡乡蓝渡村，是一座清代三孔石拱桥，横跨横江之上。
蓝渡桥又名别驾桥，明弘治十年（1496年）知县李烨始建，隆庆初知县王谣重修，万历三十五年（1607年）邑人陈碧重修。清乾隆九年（1744年）桥圮，乾隆十五年（1750年）知府何达善倡修，县人陈永吉、陈正耀等主其事，乾隆十九年（1754年）竣工。乾隆五十三年（1788年）桥被洪水冲断。乾隆五十四年（1789年），县人汪柽重修，次年秋桥成。1957年改为公路桥，现已部分恢复旧貌。桥为6墩7孔，长88米，宽6.6米，高12.4米。。
- 远景，远处为齐云山
- 近景
- 桥面
- 桥墩